# Colourmusic
Colourmusic була заснована в Стіллвотер (Оклахома) у 2005 році. Створена Райаном Хендріксом і Ніком Тернером у рамках музичної співпраці та швидко перетворилася на гурт, коли до них приєднався Корі Сутер. Гурт перетворився на квінтет, коли до нього приєдналися Нік Лей і Колін Флейшакер із гурту The Bells Are.... Colourmusic хвалили за їхню химерність і невиразно психічно-фолковий стиль.

## Історія
Райан Хендрікс і Нік Тернер познайомилися в 1998 році, коли обидва навчалися в Університеті штату Оклахома. Тернер - британський студент по обміну і Хендрікс швидко подружилися, хоча жодному не подобалися музичні інтереси чи творче звучання один одного. Вони продовжили свою дружбу після того, як Тернер повернувся до Великобританії і почав обговорювати свої музичні ідеї. Зрештою, після багатьох поїздок до Штатів, Хендрікс і Тернер почали записуватись у квартирі Хендрікса. Обидва швидко зрозуміли, що вони не дуже добрі барабанщики, і на цю роботу найняли сусіда Хендрікса по кімнаті Корі «Край» Сатера. Записавши міні-альбом із трьох пісень, вони почали грати в місцевих барах, зазвичай залучаючи друзів, щоб грати наживо, наприклад учасників групи з Other Lives. Нік Лей і Колін Флейшакер почали приєднуватися до групи для живих виступів і вони стали постійними учасниками групи.
Гурт виступав на Середньому Заході та був помічений на The Tonight Show з Джеєм Лено  під час сегменту Вейна Койна «Людина на вулиці» на South by Southwest, коли Вейн і група зняли імпровізоване музичне відео. Після цього гурт виступив для The Flaming Lips на Dfest 2007. Наступного разу їх можна було побачити під час виступу для British Sea Power під час першого етапу їхнього туру по США.

## Стиль
Гурт описує себе як хардкор і трохи Oklahoma Sex Rock. На них вплинули: Браян Іно, The Beatles і Серж Генсбур, і це лише деякі з натхненників. Гурт описують як щось на зразок The Polyphonic Spree і The Flaming Lips, але гурт стверджує, що насправді на них впливає колір. Вони зацікавилися теорією кольору та звуку Ісаака Ньютона та зосередили свої музичні стилі на кольорі. Образ кольору представляє кожну їх пісню. Вони випустили два міні-альбоми під назвою Red and Yellow, кожна пісня на міні-альбомах нагадує гурту цей образотворчий колір.
Відповідаючи на питання про те, що буде із назвами їх альбомів, коли традиційний спектр кольорів червоно-помаранчевий-жовтий-зелений-синій-індиго-фіолетовий буде вичерпано, Райан відповів: «Цілком можливо, що ми матимемо поширюватися на невидимі області електромагнітного спектру. «Інфрачервоний» та «Ультрафіолетовий» є очевидним вибором, але ми також перевіримо товарність альбомів, названих на честь інших регіонів. Попередні результати фокус-груп показують, що «рентгенівський»(«X-Ray») може бути добре сприйнятою назвою, і ми розпочали пошук відповідної обкладинки. Ми раді повідомити, що відомий режисер Кевін Сміт уже подав на розгляд мамографію».
Гурт також відомий живими виступами. Зазвичай вони мають таку тему, як «Сімейне шоу»(«The Family Show»), де кожен учасник групи представляє члена сім’ї, а кілька учасників одягнені в сукні.  У них були шоу з вправами, де вони тренувалися, а також були розмальовані на сцені глядачами, а під час шоу їм стригли волосся та одяг. Наразі гурт одягнений у повністю білі спортивні костюми, члени залу створюють зображення на проекторах, а гурт є їхнім полотном.
Гурт описує перший альбом як збірку пісень, натхненних теорією Ісаака Ньютона про зв’язок кольору та звуку.